# Leptotarsus verreauxi
Leptotarsus verreauxi är en tvåvingeart som först beskrevs av Alexander 1929.  Leptotarsus verreauxi ingår i släktet Leptotarsus och familjen storharkrankar. Inga underarter finns listade i Catalogue of Life.